# Comuna Șaru Dornei, Suceava
Șaru Dornei este o comună în județul Suceava, Moldova, România, formată din satele Gura Haitii, Neagra Șarului (reședința), Plaiu Șarului, Sărișor, Sărișoru Mare, Șaru Bucovinei și Șaru Dornei.
Până în 1925, comuna Șaru Dornei (cu excepția satului Șaru Bucovinei) a făcut parte din județul Fălticeni.

## Așezare
La limita de vest a Județului Suceava în spatele Munților Calimani, în Depresiunea Dornelor – subdiviziunea Depresiunea Șarul Dornelor, care este un spațiu intramontan dominat de terase (șesuri ) cu un sol pietros și sărac, neprielnic agriculturii
Comuna Șaru Dornei se invecinează:
- la nord, cu Orașul Vatra Dornei ;
- la nord-est, cu hotarele comunei Dorna Arini;
- la est, cu hotarele comunei Panaci ;
- la sud, cu Județul Harghita ;
- la sud -est, cu hotarele comunei Poiana Stampei ;
- la vest, cu hotarele comunei Dorna Candrenilor .

Altitudinea minimă este la confluența pâraului Borcut cu Râul Neagra Șarului și altitudinea maximă in Pietrosul Călimanilor, respectiv – 2102 m.
Rețeau hidrografică este formată de râurile Neagra Șarului și Sărișorul Mare cu afluenții acestora.

## Demografie
Componența etnică a comunei Șaru Dornei
     Români (93,32%)
     Alte etnii (0,23%)
     Necunoscută (6,45%)
Componența confesională a comunei Șaru Dornei
     Ortodocși (91,37%)
     Alte religii (1,79%)
     Necunoscută (6,84%)
Conform recensământului efectuat în 2021, populația comunei Șaru Dornei se ridică la 3.905 locuitori, în scădere față de recensământul anterior din 2011, când fuseseră înregistrați 3.972 de locuitori. Majoritatea locuitorilor sunt români (93,32%), iar pentru 6,45% nu se cunoaște apartenența etnică. Din punct de vedere confesional, majoritatea locuitorilor sunt ortodocși (91,37%), iar pentru 6,84% nu se cunoaște apartenența confesională.

## Politică și administrație
Comuna Șaru Dornei este administrată de un primar și un consiliu local compus din 13 consilieri. Primarul, Ioan Cătălin Iordache[*], de la Partidul Național Liberal, este în funcție din 2000. Începând cu alegerile locale din 2024, consiliul local are următoarea componență pe partide politice:
|  | Partid                          | Consilieri | Componența Consiliului | Componența Consiliului | Componența Consiliului | Componența Consiliului | Componența Consiliului | Componența Consiliului |
|  | ------------------------------- | ---------- | ---------------------- | ---------------------- | ---------------------- | ---------------------- | ---------------------- | ---------------------- |
|  | Partidul Social Democrat        | 6          |                        |                        |                        |                        |                        |                        |
|  | Partidul Național Liberal       | 6          |                        |                        |                        |                        |                        |                        |
|  | Alianța pentru Unirea Românilor | 1          |                        |                        |                        |                        |                        |                        |

## Organizare administrativă
Reședința comunei este Satul Neagra Șarului.
Este organizată administrativ in 7 sate ce sunt dispuse radial pe cursul unor pârauri de munte: Șaru Dornei, Neagra Șarului, Gura Haitii, Sărișor, Plaiu Șarului, Sărișoru Mare, Șaru Bucovinei .

## Căi de comunicație
Comuna este strabatută de drumul județean DJ174 , care vine de la Vatra Dornei , intră în comună prin satul Plaiu Șarului, străbate parțial satul Șaru Dornei și merge spre comuna Panaci . Legătura dintre satul Șaru Dornei, satul de reședință Neagra Șarului și satul Gura Haitii se face prin DJ174F , iar acesta continuă pană la caldera Călimanilor. Drumul este asfaltat in totalitate.
Alte căi de acces sunt drumurile comunale pietruite, care fac legătura dintre sate și cătune, fiind în administrarea comunei. Lungimea drumurilor publice este de 98 km, din care drumuri modernizate 33 km și drumuri de pămant 65 km.

## Activități economice
Ocupații
- creșterea animalelor
- exploatarea lemnului
- activității de tip industrial: prelucrarea laptelui, gatere, ateliere de tâmplarie (binale) și mobilă
- solul este pietros și sărac, nefiind prielnic agriculturii cu excepția culturii cartofului.
- se remarcă și existența activității de culegere a fructelor de pădure, ciupercilor și plantelor medicinale.

## Clima
Climatul în zona este de tip montan, cu temperaturi medii anuale de 5 grade, a lunii iulie de 17 grade C, iar a lunii ianuarie de – 6 grade C. Față de alte regiuni ale țării situate la aceeași altitudine, aici se înregistrează temperaturi medii anuale mai scazute.

## Istoric
Teodor Balan, un cercetător al istoriei localităților dornene, apreciază că acestea datează din anii 1595 – 1600. Printre primele atestări documentare poate fi amintit documentul din 1630 prin care Moise Moghina întărește Mănăstirea Voroneț cu o braniște în Munții Câmpulungului și întâlnim toponimele: Dealul Șarului, Neagra, Ialovița, Muntele Pinului, Colbul, Cotârgași.
În perioada 1774 – 1918 locuitorii din Bucovina devin supuși ai coroanei austriece, în timp ce Șaru Dornei și Neagra Șarului au rămas în continuare sub administrație moldovenească.
La 23 august 1800 slugerul Ion Negrea și vornicul Gheorghe Tăutu primesc însărcinarea să stabilească hotarele moșiei cuprinzând satele de razeși: Dorna Arini, Șaru Dornei si Păltinișul, pe care domnitorul C. Ipsilanti le daruiește fiului său Alexandru Ipsilanti - conducătorul de mai târziu al mișcării eteriste, printr-un hrisov din 6 august 1800. Hotărnicirea s-a făcut la 15 noiembrie 1800 și la 6 ianuarie 1801, fiind aprobată de către Divanul Moldovei.
Pentru amatorii de legendă, Șaru Dornei isi află denumirea în legenda Dornei care spune că Dragoș Vodă , trecând din Maramureș prin Pasul Prislop pe Valea Bistriței Aurii , ar fi poposit la Iacobeni . La o vânătoare pe muntele Oușorul, a rănit o căprioară și în urmărirea ei, a cunoscut-o pe frumoasa Dorina de care s-a îndrăgostit. Revenind după câțiva ani la casuța (vatra) de pe malul apei Dorinei ( Vatra Dornei ), Dragoș află că Dorina este plecată cu turma de oi spre Munții Călimani . Plecând în cautarea ei, Dorina nu îl recunoaște, se ascunde și este ranită de săgeata voievodului care crede că a dat peste o sălbăticiune. Astfel, mergand pe urma șirului Dorinei (Șaru Dornei ), Dragoș ar fi trăit ziua cea mai neagră ( Neagra Șarului ), atunci când și-a ucis iubita.

## Repere turistice
Rezervația de jnepeniș "Pinus Cembra"
- Se întinde pe o suprafață de 384,2 ha și cuprinde pădurile și jnepenișurile situate la izvorul pârâului Neagra Șarului înspre Vârful Rachitiș
- Înafară de peisaj, rezervația prezintă importanță prin aceea ca aici se găsește un arboret natural în amestec intim de molid și zâmbru , unic in țară și foarte rar in Europa . Interesant în acest perimetru este și prezența arinului care fixează bine solul precum și prezența scoroșului ce vegetează bine chiar pană la cota 1880.
- Un fapt demn de remarcat este arbustul ocrotit ce apare frecvent în jnepenișuri sau pe soluri de natură vulcanică : smândarul ( Rhododendron Kotsckyi ) care colorează în roșu aprins covorul vegetal.

Rezervația 12 Apostoli
- Creasta care formează cumpăna apelor dintre bazinele pâraielor Neagra Șarului respectiv Poiana Negrii și coboară dinspre Munții Călimani peste culmele Tămau si Pietrele Roșii, adaposteste multe figuri zoomorfe și antropomorfe care sunt parcă ” sculptate” în fragmente de lava cimentatade de intemperiile ce au avut loc de-a lungul timpului.
- Grupul de stânci 12 Apostoli ce formează rezervația este cel mai important și cuprinde numeroase ” sculpturi” ce atrag vizitatorii în zona. Aceste forme stâncoase au inspirat atât folclorul local cât și cultul religios ortodox.

Rezervația Tinovul Șaru Dornei
- Este localizată înainte de intrarea în localitatea Neagra Șarului, în apropiere de șoseaua ce duce la Gura Haitii.
- Elemente caracteristice: turbarie acidă, saracă în nutrienti minerali, alimentată și menținută de apa pluvială. Fondul vegetației îl alcătuiește mușchiul arctic de tipul Sphagnum, peste care în condiții austere de troficitate s-a dezvoltat un arboret cu o consistență plină de pin silvestru (Pinus silvstris forma turfosa) pe un strat de turbă.

Obiective etnografice la Gura Haitii
- Casa muzeu a familiei Pața
- Moara Băuca

Parcul Național Călimani
- Situat în Munții Călimani

Centrele de echitație
- Bucovina Rangers
- Al Parcului Călimani

## Oportunități turistice de vecinătate
- Depresiunea Bilbor: Mlaștina cu borviz (Pârâul Dobreanu), Rezervația de mesteacăn pitic (Betula nana) de pe Pîrîul Rușilor, Biserica de lemn din Bilbor "Sf. Nicolae" (1790), Drumul Rușilor
- Comuna Panaci : Pasul Păltiniș (drum pavat cu bârne de lemn), Catedrala Munților (din piatră vulcanică, pictată atât la exterior cât și la interior), Schitul Piatra Tăieturii, Mănăstirea Catrinari, depozitul fosilifer Glodu, arborele Zmeu
- Stațiunea Vatra Dornei
- Trasee turistice pe Platoul Călimanilor,în Munții Borsecului sau Munții Bistriței

## Personalități născute aici
- Nichita Adăniloaie (1927 - 2019), istoric, profesor universitar;
- Cozma Lostun (1931 - 2002), episcop ortodox;
- Petru Țaranu (1934 - 2015), om politic, scriitor; etnolog;
- Alexandru Buzilă (n. 1930), geolog.